# Хамблън (окръг, Тенеси)
Окръг Хамблън (на английски: Hamblen County) е окръг в щата Тенеси, Съединени американски щати. Площта му е 456 km², а населението – 58 128 души (2000). Административен център е град Мористаун.